# كريستي فانك
كريستي فانك (بالإنجليزية: Kristi Funk)‏ هي جَرّاحة أمريكية، ولدت في 22 سبتمبر 1969 في سانتا مونيكا في الولايات المتحدة.